# Kazinczy László (gépészmérnök)
Kazinczy László (Szakálháza, 1892. május 6. – Budapest, 1978. január 4.) gépészmérnök, egyetemi tanár, a műszaki tudományok kandidátusa (1952).

## Életpályája
1920-ban diplomázott a Budapesti Műszaki Egyetem gépészmérnöki karán. 1928-tól üzemvezető mérnökként dolgozott a MÁVAG diósgyőri gyárában, 1932-től műhelyfőnöki beosztásban tevékenykedett, 1942-ben műszaki igazgatóvá nevezték ki. 1939-ben kapott egyetemi doktori címet. 1946–1948 között volt munkatársa a Gamma Finommechanikai Gyártmányokat Árusító Kft.-nek, majd 1948–1951 között osztályvezető volt az Állami Ipari Tervező Irodánál. 1951–1957 között főkonstruktőri beosztásban alkalmazta a Gamma Optikai Művek, 1957–1962 között ugyanitt mint műszaki tanácsadó működött. 1963-ban lett címzetes egyetemi tanár. Hazai viszonylatban a mai napig is egyedülállónak tekinthetőek forgácsoláselméleti kutatásainak eredményei. 1949-ben vezette be az egyetemi oktatásba az ezen szakterülethez kapcsolódó tárgyak tanítását, melyeket 1970-ig maga adott elő. Közleményeit külföldi és hazai szakfolyóiratok publikálták, szerzője több egyetemi jegyzetnek, tankönyvnek és szakkönyvnek.

## Fontosabb munkái
- Az acél forgácsolása közben a forgácstőben létesülő alakváltozások vizsgálata (Bp., 1939);
- Szerszámgépek (I-II., egy.-i tankönyv, Bp., 1955);
- Fémforgácsoló szerszámgépek (Bp., 1967).